# Ğ
O "ğ", "Ğ" (G latino adicionado de uma braquia) é uma letra usada no alfabeto da língua turca, língua azeri e em outras línguas túrquicas. Seu nome em turco é Yumuşak ge (gê suave), com uma pronúncia levemente gutural ou totalmente ausente, causando o aumento do tempo da vogal anterior.